# 武田孟

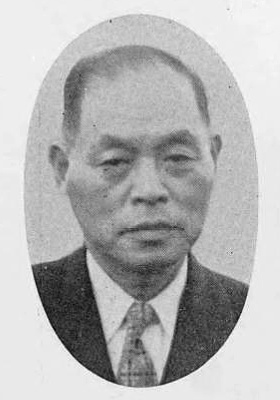
武田孟

武田 孟（たけだ つとむ、1896年〈明治29年〉2月2日 - 1990年〈平成2年〉10月25日）は、日本の教育者。元明治大学野球部長、元明治大学学長・総長。札幌大学学長。日米大学野球選手権大会の創設など学生野球の普及、発展に長年尽力した。広島県広島市出身。　　　　　　　

## 経歴・人物
広島県出身。第四仏教中学（現：崇徳学園）卒業後、明治大学へ進学。商科の学生だった1920年（大正9年）、大学レガッタの惨敗などで大学混乱の中、牛尾哲造・越智七五三吉と共に大学校歌として著名な「白雲なびく駿河台」（作詞：児玉花外・作曲：山田耕筰）制定に奔走。1923年（大正12年）卒業。
1936年（昭和11年）から明大商学部教授。1941年（昭和16年）明治大学体育会ヨット部初代部長 の他、硬式庭球部長に就いていたが、1952年（昭和27年）から監督就任した教え子島岡吉郎に請われ、島岡を支える硬式野球部長となる。島岡の学生時代は応援団長で野球とは門外漢のこの人事に、主力の新4年生の集団退部という事態を招くが島岡を支え翌1953年（昭和28年）春、11年ぶりまた、戦後初めての優勝を明治にもたらした。1958年（昭和33年）学長就任後も、野球への強い愛情から部長を続け全日本大学野球選手権大会史上初の連続優勝他、明治黄金時代を築いた。同年から1964年（昭和39年）まで、全日本大学野球連盟会長・東京オリンピック野球競技（公開競技）運営本部長。同年、明大総長就任と同時に第4代日本学生野球協会会長となり、1983年（昭和58年）まで20年の長きにわたって同職を務め学生野球の普及、発展に尽力した。
また早くから野球の国際化に理解を示し、1972年（昭和47年）には長年の懸案であった日米大学野球選手権大会を実現させた。
高校野球の甲子園大会では、春夏合わせて40回、開会式で祝辞に立ったが「甲子園」と言うべきところを「神宮球場」と言ってしまったというエピソードがある。
1964年（昭和39年）から1968年（昭和43年）まで明治大学総長。他に札幌大学設置にも尽力、1968年（昭和43年）から1970年（昭和45年）及び、1979年（昭和54年）から1986年（昭和61年）まで札幌大学学長を務めた。札幌大学図書館には武田の残した蔵書を収めた武田文庫がある。1967年（昭和42年）勲二等旭日重光章受章。　　　
1990年（平成2年）10月25日、94歳で死去。　　
死後2001年（平成13年）、長年に渡る学生野球への貢献で野球殿堂入り。